# The Londoner Macao
The Londoner Macao, kinesiska: 澳门伦敦人; tidigare Sands Cotai Central, kinesiska: 金沙城中心, är ett kasino och hotell som ligger i Cotai i Macao i Kina, mittemot systerkasinot The Venetian Macao. Den ägs och drivs av det kinesiska kasinoföretaget Sands China, dotterbolag till det amerikanska Las Vegas Sands. Kasinots hotellverksamhet drivs till störst del av externa hotelloperatörer i Hilton Hotels (Conrad Macao), Sheraton (Sheraton Grand Macao Hotel) och St. Regis (The St. Regis Macao). Kasinots egna hotellverksamhet (Londoner Court och The Londoner Macao Hotel) delar utrymme i de två hotellhöghusen som Conrad och St. Regis finns i. Den har också en spelyta på 37 161 kvadratmeter (m2).

## Historik
Konstruktionen av kasinot inleddes redan 2006 men fick stoppas två år senare på grund av den rådande globala finanskrisen. År 2010 återupptog man bygget och kasinot stod färdig i april 2012 tillsammans med höghusen som innefattade Conrad Macao, Holiday Inn Macao och Sheraton Grand Macao Hotel för en kostnad på 4,4 miljarder amerikanska dollar. Den 11 april invigdes allting utom höghusen för Sheraton. Det första höghuset Sky Tower invigdes istället den 22 september och det andra Earth Tower invigdes den 28 januari 2013. Det fjärde höghuset för hotellverksamhet och har St. Regis som hotellkoncept, invigdes den 17 december 2015.
År 2017 meddelade Sands att hela kasinokomplexet skulle genomgå en större renovering och där temat skulle vara Storbritanniens huvudstad London. Den skulle också byta namn till The Londoner Macao från och med 2020. Hotellkonceptet för Holiday Inn skulle försvinna och ersättas av ett lyxhotell med namnet The Londoner Hotel medan St. Regis Macao skulle ändra namn till The Londoner Tower Suites och få sina hotellsviter omgjorda. Kasinokomplexet skulle ha replikor av brittiska landmärken såsom Big Ben med Elizabeth Tower; statyn Anteros i Shaftesbury Memorial Fountain; Kristallpalatset; Victoria Memorial; Victoria Station; Westminsterpalatset samt parker inspirerade av Kensington Palace på tomten. Den engelska före detta fotbollsspelaren David Beckham var involverad i det nya satsningen, som beräknades kosta mellan 1,35-2,2 miljarder dollar att färdigställa. Sands påpekade också att renoveringen skulle innebära att den totala hotellkapaciteten skulle reduceras en aning. Hela renoveringen skulle vara klar senast någon gång under 2021. Den 8 februari 2021 invigdes första fasen av kasinot efter renoveringen.

## Hotell
Datum: 10 februari 2022
|  | Namn                       | Operatör                    | Invigd | Antal hotellrum |
|  | -------------------------- | --------------------------- | ------ | --------------- |
|  | Conrad Macao               | Hilton Hotels               | 2012   | 650             |
|  | Londoner Court             | The Londoner Macao          | 2021   | 368             |
|  | The Londoner Macao Hotel   | The Londoner Macao          | 2021   | 594             |
|  | Sheraton Grand Macao Hotel | Sheraton Hotels and Resorts | 2012   | 3 968           |
|  | The St. Regis Macao        | St. Regis Hotels & Resorts  | 2015   | 400             |
|  |                            |                             |        | 5 980           |

### Framtida
|  | Namn           | Typ          | Planerad invigning |
|  | -------------- | ------------ | ------------------ |
|  | Londoner Arena | Inomhusarena | 202?               |